# Arthur Richardson (Schauspieler)
Arthur Richardson ist ein US-amerikanischer Schauspieler und Synchronsprecher.

## Leben
Richardson kommt aus Gary, Indiana und sammelte erste schauspielerische Erfahrungen an der dortigen High School. Er studierte von 2003 bis 2005 am Los Angeles City College. Bereits ab 2001 spielte er regelmäßig in verschiedenen Bühnenstücken mit. Später zog er auf Empfehlungen von Freunden nach Los Angeles.
Sein Filmschauspieldebüt gab Richardson 2008 im Fernsehfilm Surviving Terror. Danach war er unter anderen in Kurzfilmproduktionen und in verschiedenen Rollen in sechs Episoden der Fernsehserie Played by Fame zu sehen. 2011 war er im Musikvideo zum Lied The Lazy Song des Sängers Bruno Mars zu sehen. 2013 spielte er in der Fernsehserie Zoochosis mit und wirkte als Pops Cleaver in der Komödie Meet the Cleavers – Familienfeste und andere Katastrophen und als Sgt. Mike im Tierhorrorfilm Age of Dinosaurs – Terror in L.A. mit. 2015 stellte er in der Fernsehserie Battle Creek die Rolle des Pierre dar. Im selben Jahr lieh er dem Charakter Mr. Pete im Computerspiel NBA 2K16 seine Stimme. Zwischen 2021 und 2023 spielte er als Episodendarsteller in den Fernsehserien American Crime Story, The L Word: Generation Q, S.W.A.T., This Fool, Dahmer – Monster: Die Geschichte von Jeffrey Dahmer und All American: Homecoming mit. 2023 spielte er außerdem in zwei Episoden der Fernsehserie Snowfall die Rolle des Ossie und in drei Episoden der Fernsehserie Rap Sh!t die Rolle des Mr. Otis.

## Filmografie (Auswahl)
- 2008: Surviving Terror (Fernsehfilm)
- 2009: Weigh Money (Kurzfilm)
- 2009: The J.H. Gunn Project (Kurzfilm)
- 2009: A Numbers Game (Kurzfilm)
- 2009: Mr. Sadman
- 2009: The Charles Clemmons Projects (Kurzfilm)
- 2009: Played by Fame (Fernsehserie, 6 Episoden, verschiedene Rollen)
- 2010: M.I.A: Born Free (Kurzfilm)
- 2011: Key
- 2012: The Legend of Black Annie
- 2012: The Black Soap (Fernsehserie)
- 2013: Zoochosis (Fernsehserie, 3 Episoden)
- 2013: Meet the Cleavers – Familienfeste und andere Katastrophen (Cleaver Family Reunion)
- 2013: Tim and Gelman Have Lunch (Again) (Kurzfilm)
- 2013: Age of Dinosaurs – Terror in L.A. (Age of Dinosaurs)
- 2013: Diabolical (Fernsehserie, Episode 1x03)
- 2014: Hungry (Fernsehserie, Episode 1x07)
- 2014: OMG! EMT! (Fernsehserie, Episode 1x02)
- 2014: Celebrity Crime Files (Fernsehdokuserie, 3 Episoden, verschiedene Rollen)
- 2014: Mein peinlicher Sex-Unfall (Sex Sent Me to the ER, Fernsehdokuserie, Episode 2x21)
- 2015: David and Goliath
- 2015: Battle Creek (Fernsehserie, 2 Episoden)
- 2015: American Poltergeist
- 2015: In the Cut (Fernsehserie)
- 2015–2016: Chronologie des Grauens (Fernsehdokuserie, 2 Episoden, verschiedene Rollen)
- 2016: Serial Dater
- 2016: The Kids from 62-F
- 2016: Johnny Frank Garrett’s Last Word
- 2016: First Comes Like
- 2017: Behind Closed Doors (Kurzfilm)
- 2017: Listen to the Music
- 2018: Badge of Honor
- 2018: Racing Colt
- 2018: What Happened to Earl (Kurzfilm)
- 2018: The Opiate Diaries
- 2018: Jpee: Inadequate (Kurzfilm)
- 2018: A Woman’s Worth
- 2020: TMI (Kurzfilm)
- 2021: Kilroy
- 2021: American Crime Story (Fernsehserie, Episode 3x03)
- 2021: The L Word: Generation Q (Fernsehserie, Episode 2x10)
- 2022: S.W.A.T. (Fernsehserie, Episode 5x10)
- 2022: This Fool (Fernsehserie, Episode 1x02)
- 2022: Dahmer – Monster: Die Geschichte von Jeffrey Dahmer (Dahmer – Monster: The Jeffrey Dahmer Story, Fernsehserie, Episode 1x06)
- 2023: All American: Homecoming (Fernsehserie, Episode 2x09)
- 2023: Snowfall (Fernsehserie, 2 Episoden)
- 2023: Untamed
- 2023: Rap Sh!t (Fernsehserie, 3 Episoden)
- 2024: The Vince Staples Show (Fernsehserie, Episode 1x02)
- 2024: Rogue Cops: Pushed to the Limit
- 2024: Station 19 (Fernsehserie, Episode 7x04)

## Synchronisationen (Auswahl)
- 2015: NBA 2K16 (Computerspiel)
- 2018: Exeter (Podcastserie, Episode 1x03)